# Giovanni Medeot
Giovanni Medeot, noto anche con lo pseudonimo di Jimmy Medeot (Mariano del Friuli, 2 giugno 1937 – Gorizia, 4 ottobre 2022), è stato un calciatore italiano, di ruolo attaccante.

## Carriera
Conta 6 presenze in Serie A con la divisa dell'Udinese, maturate tra il 1957 al 1959, con l’esiguo numero di 4 reti all'attivo, compresa una tripletta pazzesca nel successo interno sulla Lazio del 22 febbraio 1959, che lo rese mediamente famoso.
Come allenatore guidò Pro Gorizia, Monfalcone e la Rappresentativa regionale .